# Safi Taha
Safi J. Taha (ar. صافي طه, ur. 23 grudnia 1923 w Bejrucie, zm. 22 lutego 2009 w Pompano Beach) – libański zapaśnik walczący w stylu klasycznym. Dwukrotny olimpijczyk. Zajął szóste miejsce w Londynie 1948 i siódme w Helsinkach 1952, gdzie wycofał się w czwartej rundzie z powodu kontuzji, mając duże szanse na medal.
Wicemistrz świata w 1950 roku.
Jego brat Khalil Taha również reprezentował Liban w zapasach na igrzyskach olimpijskich.

## Letnie Igrzyska Olimpijskie 1948
| Konkurencja          | Rundy eliminacyjne       | Rundy eliminacyjne    | Rundy eliminacyjne    | Rundy eliminacyjne       | Klas. końcowa |
| Konkurencja          | Przeciwnik I             | Przeciwnik II         | Przeciwnik III        | Przeciwnik IV            | Miejsce       |
| -------------------- | ------------------------ | --------------------- | --------------------- | ------------------------ | ------------- |
| 62 kg styl klasyczny | Raymond Strasser (LUX) Z | Antoine Merle (FRA) Z | Georg Weidner (AUT) P | Luigi Campanella (ITA) P | 6.            |

## Letnie Igrzyska Olimpijskie 1952
| Konkurencja      | Rundy eliminacyjne | Rundy eliminacyjne  | Rundy eliminacyjne   | Klas. końcowa |
| Konkurencja      | Przeciwnik I       | Przeciwnik II       | Przeciwnik III       | Miejsce       |
| ---------------- | ------------------ | ------------------- | -------------------- | ------------- |
| 62 kg styl wolny | wolny los          | Marco Girón (GUA) Z | Jakow Punkin (SUN) P | 7.            |